# Andrée Jeglertz
Andrée Alexander Jeglertz, född 14 februari 1972 i Malmö, är en svensk fotbollstränare och tidigare fotbollsspelare som sedan 2025 är tränare för Manchester City WFC. Han har tidigare varit tränare i både dam- och herrallsvenskan, och också tränat flera damlandslag.

## Biografi
Jeglertz började spela fotboll i Husie IF. Från 13 års ålder spelade han i Malmö FF och under den tiden spelade han totalt 25 allsvenska matcher och 3 U21-landskamper. När han var 21 år flyttade han till Umeå, där spelade han i många år med Umeå FC, även om han under en tid spelade för IFK Hässleholm. Därefter var han spelande tränare i Gimonäs CK fram till 2004, vilket var hans sista år som spelare. Jeglertz hade kontrakt med Umeå IK till säsongen 2010 men i hans kontrakt fanns det en klausul att han kunde bryta kontraktet.
Jeglertz tränade damallsvenska Umeå IK med stor framgång 2004–2008. Laget vann Uefa Women's Cup 2004 och fyra raka damallsvenska guld 2005–2008. 
Jeglertz tog i ett delat ledarskap med Zoran Lukić över herrallsvenska Djurgården inför säsongen 2009. Lukic ansvarade för anfallsspelet och den funktionella tekniken, medan Jeglertz ansvarade för försvarsspelet och spelsystemet/organisationen på planen. Kontrakten för båda tränarna skrevs på tre år, men 3 juni 2009 lämnade Lukic tjänsten och Jeglertz fortsatte som ensam tränare. Efter säsongen, där Djurgården med knapp marginal klarat sig kvar i allsvenskan, valde Jeglertz själv att lämna uppdraget.
År 2010 tog Jeglertz över som förbundskapten för Finlands damfotbollslandslag. Hans första mål var att ta laget till VM 2011, men laget blev utslaget i kvalet. Laget gick vidare till EM 2013 i Sverige, där de blev utslagna i gruppspelet. Laget kvalificerade sig inte till VM 2015, och ej heller för EM 2017. Jeglertz' kontrakt med det finländska damlandslaget löpte ut 2016, efter EM-kvalet.
Under åren 2023–2025 var han förbundskapten för det danska damlandslaget. Laget kvalificerade sig till EM 2025 i Schweiz, där man dock förlorade alla sina tre matcher. 
Jeglertz är gift med före detta Umeå IK-spelaren Ulrika Rosenbrand. Paret har två barn.

## Meriter som tränare
- SM-guld (Dam) 2005, 2006, 2007 och 2008
- SM-silver (Dam) 2004
- Svenska cupen-guld (Dam) 2007
- Svenska supercupen (Dam) 2007 och 2008
- Womens Cup-silver 2008
- Årets tränare damer 2005, 2006, 2007, 2008 och 2022
- Årets tränare i Finland 2012[6]

## Klubbar som tränare
- Gimonäs CK (2003–2004, spelande tränare)
- Umeå IK (2004–2008)
- Djurgårdens IF (2009)
- Umeå FC (2017–2018)
- Linköping FC (2021–2023)
- Manchester City WFC (2025–)[7]

## Landslag som tränare
- Finland (2010–2016)
- Kanada (2018–2020, assisterande tränare)[8]
- Danmark (2023–2025)

## Klubbar som spelare
- Husie IF (–1984)
- Malmö FF (1985–1993)
- IFK Trelleborg (1991, lån)[9]
- Umeå FC (1993–1996 och 2002)
- IFK Hässleholm (1997–1999)
- Gimonäs CK (2000–2001)